# Anselm Jappe
Anselm Jappe, född 3 maj 1962 i Bonn, är en tysk professor i filosofi. Han undervisar i Italien och har gjort sig mest känd för sina verk om Guy Debord.

## Biografi
Jappe växte upp i Köln och Périgord. Han studerade i Paris och Rom där han avlade masterexamen och senare doktorsexamen i filosofi under Mario Perniola. Han var medlem i tidskriftsföreningen Krisis Gruppe; han har även publicerat flera artiklar i journaler respektive övriga tidskrifter, varav ett par inkluderar Iride (Florens), Il Manifesto (Rom), L'Indice (Milano) and Mania (Barcelona). Han undervisar i estetik vid Accademia delle Belle Arti di Sassari, men även i konsthistoria och sociologi.